# کویتنگو
کویتنگو (به ایتالیایی: Quittengo) یک کومونه در ایتالیا است که در استان بیه‌لا واقع شده‌است. کویتنگو ۸٫۰ کیلومتر مربع مساحت و ۲۲۱ نفر جمعیت دارد.

## خواهرخوانده
شهر Castelmagno خواهرخواندهٔ کویتنگو هست.